# 澳門巴士7短線
澳門巴士7短線是已取消的路線，由新福利營運，往返祐漢第二街和南灣／羅保博士街。

## 簡介及歷史
- 本線是7路線的短線，在2004年2月2日起開辦，由祐漢往來羅保博士街，與2短線一樣不往新馬路、媽閣廟。

- 配合第二階段澳門巴士路線調整，本線由2009年4月26日起改為7A路線，並調整行程為往返東方明珠總站及亞馬喇前地。[1][2]

## 使用車輛
- 三菱Rosa

## 路線資料

### 收費
全程收費：澳門幣3.2圓(一段票收費)。

使用澳門通全民卡，全程一律扣減車費2.0圓，餘額由政府支助。

使用澳門通學生卡，全程一律扣減車費1.0圓，餘額由政府支助。

使用澳門通長者卡，全程一律扣減車費0.3圓，餘額由政府支助。

使用澳門通殘疾卡，全程一律扣減車費0.3圓，餘額由政府支助。

澳門通IC卡月票適用。

### 服務時間及班距
祐漢開 

- 星期一至五：07:30-18:00  班距：25分鐘
- 星期六：07:30-18:00  班距：20分鐘
- 星期日：12:56-18:00  班距：20分鐘

南灣開 

- 星期一至五：07:55-18:25  班距：25分鐘
- 星期六：07:25-18:25  班距：20分鐘
- 星期日：13:22-18:25  班距：20分鐘

### 路線停站
| 7短線 | 祐漢第二街 ←→ 南灣／羅保博士街 | 祐漢第二街 ←→ 南灣／羅保博士街 |
| 編號  | 往程                           | 返程                           |
| 1     | 祐漢第二街                     | 南灣／羅保博士街               |
| 2     | 祐漢街市                       | 約翰四世大馬路 ／馬統領街      |
| 3     | 祐漢公園                       | 水坑尾街                       |
| 4     | 永康街／麗華                   | 西墳馬路                       |
| 5     | 黑沙環第五街                   | 社會工作局                     |
| 6     | 望廈體育館                     | 鏡湖醫院                       |
| 7     | 俾利喇街／新益                 | 連勝馬路                       |
| 8     | 聖方濟各老人院                 | 連勝馬路／高士德               |
| 9     | 高士德／亞利鴉架街             | 雅廉訪／聖心                   |
| 10    | 亞利鴉架街                     | 提督馬路／白朗古               |
| 11    | 歸僑總會                       | 白朗古將軍馬路                 |
| 12    | 沙嘉都喇街                     | 台山街市                       |
| 13    | 塔石球場                       | 拱形馬路                       |
| 14    | 愛都酒店                       | 祐漢第二街                     |
| 15    | 水坑尾／公共行政大樓           |                                |
| 16    | 約翰四世大馬路                 |                                |
| 17    | 南灣／羅保博士街               |                                |

## 外部連結
- 澳門新福利公共汽車有限公司（官方網站） （页面存档备份，存于）